# Anansi Boys
Anansi Boys (Originaltitel: Anansi Boys) ist ein Roman von Neil Gaiman aus dem Jahr 2005. Er kann als Fortsetzung von American Gods betrachtet werden und verbindet Fantasy-Elemente mit religiösen Aspekten der Mythologie und amerikanischer Folklore. Die deutsche Übersetzung stammt von Karsten Singelmann und wurde erstmals 2007 im Heyne Verlag veröffentlicht.

## Themen
Wie die meisten Geschichten Neil Gaimans erzählt Anansi Boys von der Macht der Geschichten: nicht die der Geschichte, die ja hinlänglich bekannt ist, sondern die der Geschichten, die Geschichte letztlich ausmachen. Und natürlich von der Macht desjenigen, der die Geschichten erzählt. In diesem Falle ist es Anansi, ein formidabler afrikanischer Spinnengott, der in grauer Vorzeit, durch List und Geschick, die Macht des Geschichtenerzählens den Tatzen des grausamen Tigers entrissen hat. Seitdem sind die Geschichten humorvoll, geistreich, voller List und Tücke, aber letztendlich nur unwesentlich weniger grausam.
Eine ebenfalls beachtliche Rolle spielt in Anansi Boys das Thema des Fremdschämens, sprich die Frage nach der Selbst- und Fremdwahrnehmung, und wie weit Selbstdarstellung gehen darf, ohne peinlich oder unanständig zu wirken.
Zu guter Letzt haben archaische Götter und diverse Entstehungsmythen einen nicht unmaßgeblichen Anteil an diesem Roman.

## Handlung
Charles „Fat Charlie“ Nancy, gebürtiger Amerikaner, lebt seit langer Zeit in England. Er ist seit knapp zwei Jahren Buchhalter in der Anlageberatungsfirma von Grahame Coats und bereitet die Hochzeit mit seiner Verlobten Rosie Noah vor. Sie drängt ihn, wieder Kontakt zu seinem Vater in Florida aufzunehmen. Da ihn sein Vater immer in peinliche Situationen gebracht hat, besteht seit Jahren kein Kontakt mehr. Bei einem Telefonat mit Miss Higgler, einer alten Freundin der Familie, erfährt er, dass sein Vater verstorben ist und die Beerdigung in Kürze stattfindet. Fat Charlie fliegt nach Florida, verwechselt dort die Beerdigung, muss dann das Grab selbst zuschaufeln und kommt zum Leichenschmaus zu Miss Higgler. Sie versucht ihm zu erklären, dass sein Vater der afrikanische Spinnengott Anansi gewesen sei, und dass er einen Bruder habe. Er könne ihn mittels jeder Spinne kontaktieren. Charlie versucht höflich zu bleiben, kann der alten Dame aber nicht glauben.
In England geht alles seinen gewohnten Gang, bis Fat Charlie, leicht alkoholisiert, einer Spinne mitteilt, dass sein Bruder ihn besuchen könne. Am nächsten Morgen steht ein Mann vor seiner Tür, der sich als sein Bruder „Spider“ vorstellt. Als der erfährt, dass ihr Vater tot ist, will Spider dies überprüfen und verschwindet in einem der Fotos, die Fat Charlie aus Florida mitgebracht hat.
Am nächsten Tag, nach Dienstschluss, fängt ihn Spider, vor der Agentur wartend, ab. Er ist für seine Verhältnisse sehr ernst und besteht darauf, dass sie beide die Trauer um den Vater gemeinsam und traditionell bewältigen müssten – mit Wein, Weib und Gesang. Zunächst trinken sie in einer Taverne einen sehr ungewöhnlichen griechischen Wein. Anschließend bringt Spider in einem Pub eine komplette weibliche Geburtstagsparty dazu, sich ihnen anzuschließen und mit ihnen eine  Karaokebar zu besuchen. Spider bringt seinen Bruder dazu vor Publikum zu singen, wobei dieser fast keinen Ton hervor bringt. Nach einem Filmriss wacht Fat Charlie völlig verkatert morgens in seinem Bett auf, neben sich eine nackte, kleingewachsene Dame namens Daisy, die er von der Geburtstagsfeier wiedererkennt. Er stellt sogleich darauf panisch fest, dass es 11:30 Uhr ist, und Daisy teilt ihm fröhlich mit, dass sein Bruder an seiner Stelle ins Büro gegangen ist. Unerwartet taucht Rosies Mutter auf, um die Modalitäten des Hochzeitsessens mit ihm zu besprechen.
In den folgenden Tagen verkörpert Spider seinen Bruder perfekt und entdeckt die umfangreiche Betrügerei von Graham Coats. Er verhindert außerdem mit eloquenten Andeutungen Fat Charlies Entlassung. Als Fat Charlie, kurz nachdem Spider mit Rosie essen gegangen ist, ins Büro kommt, erteilt Graham Coats ihm vier Wochen vollbezahlten Urlaub und einen Scheck von 2.000 Pfund. Beim Hinausgehen verrät er seinem Chef noch das Passwort des Firmen-Computers. Als er den Scheck in seine Bank einliest, sieht er Spider und Rosie, die gerade einen Spaziergang machen. Charlie fährt mit der U-Bahn nach Hause und wartet auf seinen Bruder, wobei er einschläft. Sein Chef manipuliert währenddessen sämtliche Unterlagen dergestalt, dass alles auf Fat Charlie als Täter hindeutet. Am nächsten Morgen erstattet Graham Coats Anzeige gegen Charlie, der angeblich in finanzielle Unregelmäßigkeiten verstrickt sei. Als Fat Charlie am Morgen seinen Bruder antrifft, konfrontiert er diesen, da er seine Verlobte geküsst hat. Sein Bruder lässt sich davon nicht beeindrucken und meint, Charlie sollte sich einen Film anschauen. Im Kino schaut Charlie fünf Filme und schafft es nicht mit dem Taxi nach Hause zu fahren, da Spider ihn mittels Anansi Wunder von seiner Wohnung vertreibt, während dieser Rosie verführt. Am Morgen an der Arbeit besucht die Polizei die Graham Coats Agentur. Die Polizistin ist jene Daisy, die bei Fat Charlie in der Wohnung geschlafen hatte. Charlie hat nicht den geringsten Schimmer, worauf sein Chef und die Polizistin hinauswollen.
Fat Charlie ist verzweifelt und fliegt erneut nach Florida. Miss Higgler, Mrs. Dunwiddy, Mrs. Bustamonte und Mrs. Noles, vier sehr alte Freundinnen der Familie, die eine Art Hexenzirkel bilden, erwarten ihn bereits. Er bittet sie um Hilfe seinen aufdringlichen Bruder zu vertreiben. Sie selbst können Spider jedoch nicht vertreiben, schicken Fat Charlie jedoch, mittels eines obskuren Rituals, in die Region der archaischen Tiergötter. Hier soll er sich Hilfe suchen. In einem öden Tal, am Anfang der Welt, trifft Fat Charlie auf die verschiedensten Tiergötter, aber alle fürchten Anansi. Auch Tiger erweist sich eher als Maulheld und kneift den Schwanz ein. Nur die offensichtlich ziemlich irre Vogelfrau zeigt sich willig. Sie wird Spider vertreiben, verlangt von Fat Charlie aber die ganze Anansi-Blutlinie. Zum Tausch gibt sie ihm eine ihrer Schwanzfedern.
Unterdessen erschlägt Grahame Coats mit einem Hammer seine alte Kundin Maeve Livingstone. Sie war ihm auf die Schliche gekommen und drohte mit der Polizei. Er versteckt die Leiche in einem Geheimraum in seinem Büro. Anschließend bricht er seine Zelte in London ab und tritt seinen längst vorbereiteten Ruhestand auf der karibischen Insel St. Andrews an.
Inzwischen wird Spider mehrmals von wütenden Vogelschwärmen attackiert. Er gesteht Rosie die Wahrheit, dass er nämlich nicht Fat Charlie ist, was ihm eine kräftige Ohrfeige von seiner Angebeteten und ihren endgültigen Abschied einbringt.
Nach Fat Charlies Rückkehr aus Amerika wird der von Daisy vorläufig festgenommen. Spider besucht ihn in seiner Zelle und entschuldigt sich für sein egoistisches Verhalten. Fat Charlie gesteht im Gegenzug, dass er die Vogelfrau auf Spider angesetzt hat. Unter Fat Charlies Augen wird Spider von einer Art Vogel-Tornado weggeschleppt und zur Vogelfrau gebracht. Nachdem sie seine Zunge aus dem Mund gerissen hat, liefert sie Spider, wie bestellt, bei Tiger ab, der mit den Anansis noch etliche Rechnungen zu begleichen hat.
Daisy lässt Fat Charlie wieder frei. Erneut fliegt der nach Florida, diesmal auf der Suche nach der Feder, die er von der Vogelfrau erhalten hat. Von Mrs. Dunwiddy erfährt er, dass die Feder im Besitz von Miss Higgler ist, die wiederum in ihre Heimat zurückgekehrt sei – auf die Insel St. Andrew. Fat Charlie macht sich also auf den Weg dorthin.
Zum Trost wegen der geplatzten Verlobung ist Rosie von ihrer Mutter auf eine Kreuzfahrt eingeladen worden, was sich, auf Dauer, als ziemlich schlechte Idee entpuppt. Bei einem Landgang auf, niemand wundert es, der Karibikinsel St. Andrews, begegnen sie zufällig Grahame Coats. Er lädt sie in seine Villa ein und sperrt die beiden dann in seinen Fleischkeller. Der Mord an Maeve Livingstone hat seine Blutgier geweckt. Nun gedenkt er das Gute mit dem Nützlichen zu verbinden – Zeugen beseitigen und diesen Drang stillen.
Fat Charlie irrt indes über die Insel, auf der Suche nach Mrs Higgler. Er klingelt an jeder Tür und fragt nach, wobei er regelmäßig auf freundlich formuliert Ahnungslosigkeit trifft. Lediglich die Tore einer Villa im Norden öffnen sich nicht, wohl aber zeigt die Videokamera dem Besitzer Grahame Coats, wer da läutet und weckt endgültig dessen Paranoia.
Wie der Geist von Maeve Livingstone und die leibhaftige Daisy auf die Insel kommen, sei hier unbeschrieben. Tatsache ist, dass beide dort eintreffen, womit alle relevanten Protagonisten für einen klassischen Showdown versammelt sind. Der findet in Grahame Coats Villa statt. Vorher verlobt sich Fat Charlie mit Daisy und singt zum ersten Mal vor Publikum. Mrs Higgler gibt ihm die Feder zurück und sie bringt ihn in die Götterwelt, wo er eine letzte Begegnung mit seinem Vater hat. Nach einigen Erläuterungen schenkt ihm Anansi seinen grünen Filzhut und verabschiedet sich bis auf weiteres.
Indes wird Grahame Coats zum Loa für Tiger und versucht Rosie zu zerfleischen. Ihre Mutter und Maeve Livingstones Geist wissen das zu verhindern. Daisy und die Inselpolizei treffen ein und finden eine hysterische Rosie, eine schwer verletzte ältere Dame und den blutüberströmten, komatösen Grahame Coats. Maeve Livingstone fühlt sich erlöst und folgt ihrem geliebten Morris ins endgültige Jenseits. Rosie heiratet Spider und lebt mit ihm und ihrer Mutter weiter auf der Insel. Spider wird zum begnadeten Koch im eigenen Edelrestaurant. Fat Charlie heiratet Daisy und hat mit ihr einen Sohn namens Marcus. Sein Geld verdient er als ziemlich berühmter Sänger. In seinem Grab in Florida schläft sich Anansi gemütlich aus.

## Übersetzungen
- Момчетата на Ананси (bulgarisch), ISBN 9546552426.
- Anansiho chlapci (tschechisch), ISBN 80-7332-079-7.
- I ragazzi di Anansi (italienisch), ISBN 88-04-55701-X.
- בני אנאנסי (hebräisch)
- Os Filhos de Anansi (portugiesisch), ISBN 972-23-3592-8.
- Дети Ананси (russisch), ISBN 5-17-037493-3.
- Chłopaki Anansiego (polnisch), ISBN 83-7480-020-8.
- Băieţii lui Anansi (rumänisch), ISBN 973-733-103-6.
- De bende van Anansi (niederländisch), ISBN 90-245-5385-7.
- Los hijos de Anansi (spanisch), ISBN 978-84-96544-66-6.
- Anansi dēli (lettisch), ISBN 978-9984-777-69-6.
- Hämähäkkijumala (finnish)
- アナンシの血脈 (japanisch), ISBN 4-04-791534-3.
- Anansijevi momci (serbisch), ISBN 86-7436-611-2.
- 蜘蛛男孩 (chinesisch) / 阿南西之子 (Taiwan), ISBN 978-986-6665-19-6.